# Le Bosc-Renoult
Le Bosc-Renoult település Franciaországban, Orne megyében. Lakosainak száma 259 fő (2022. január 1.). Le Bosc-Renoult Avernes-Saint-Gourgon, Pontchardon, Saint-Germain-d’Aunay, Sap-en-Auge és Ticheville községekkel határos.

## Népesség
A település népességének változása:
| Lakosok száma | 239  | 244  | 252  | 249  | 250  | 253  | 254  | 256  | 259  |
|               | 2013 | 2015 | 2016 | 2017 | 2018 | 2019 | 2020 | 2021 | 2022 |